# Freya Perdaens
Freya Perdaens (nascida em 29 de janeiro de 1989) é uma política belga-flamenga activa no N-VA.
Perdaens tornou-se membro do conselho municipal de Mechelen em 2016. Nas eleições municipais de 2018 o departamento do N-VA Mechelen escolheu Perdaens como líder da lista. A partir de então ela serviu como líder da oposição no conselho de Mechelen como vereadora municipal do N-VA.
Nas eleições de 26 de maio de 2019, Perdaens foi eleita Membro do Parlamento Flamengo na lista do N-VA pelo círculo de Antuérpia. Após a eleição foi designada pelo N-VA como senadora estadual. Perdaens é bissexual e tem-se concentrado nos direitos LGBT na sua carreira política.